# Szeplőtelen fogantatás székesegyház (La Plata)
A La Plata-i Szeplőtelen fogantatás székesegyház Argentína egyik leghíresebb és a világ egyik legnagyobb temploma, a La Plata-i főegyházmegye központja.

## Története
1881-ben pályázat nyílt az újonnan alapítandó városba, La Platába építendő városi középületek, köztük egy templom megtervezésére; utóbbinak feltételül szabták, hogy az épület monumentális hatású legyen. Bár Argentínán kívül érkeztek pályázatok Franciaországból, Németországból, Nagy-Britanniából, Belgiumból, Chiléből és Uruguayból is, a bírálóbizottság végül minden ötletet elutasított. Hogy mégis megvalósulhasson a templom, Buenos Aires tartomány közmunkaügyi minisztériumának mérnöki osztályát bízták meg a tervezéssel. A végső tervrajzokat Ernesto Meyer készítette Emilio Coutaret közreműködésével, a teljes projektet Pedro Benoit mutatta be. Az alapkövet 1884-ben, két évvel a város hivatalos megalapítása után tették le. A templomot is tartalmazó központi tengely köré szerveződő La Plata felépítésében többek között olasz, francia, spanyol és német bevándorlók is részt vettek. Ünnepélyes, misével egybekötött felavatására 1932. november 19-én került sor, bár ekkor az építkezés még mindig nem fejeződött be: hiányoztak a homlokzati tornyok, valamint számos szobor és egyéb díszítőelem, valamint hátra voltak még a belsőben elhelyezendő, fából készült elemekkel kapcsolatos munkálatok is.
A két torony építését csak 1997-ben kezdték meg, egyúttal felújításokat is végeztek az épületen, és az alapzatot is megerősítették, hogy elbírja az újonnan hozzáépítendő 2000 tonnás tömeg súlyát. Az új épületrészek elkészültét 1999. november 19-én mintegy 150 000 ember ünnepelte a templom körül. A rendezvényen Raúl Primatesta bíboros felolvasta II. János Pál pápa levelét is, és miközben Händel Hallelujája hangzott el az Argentin Színház szimfonikus zenekara és egy 400-fős kórus előadásában, tűzijátékot is fellőttek.
1996-ban a templom nevét, mint a Föld egyik legnagyobb templomáét, felírták a vatikáni Szent Péter-bazilika márványpadlójára.

## Képek

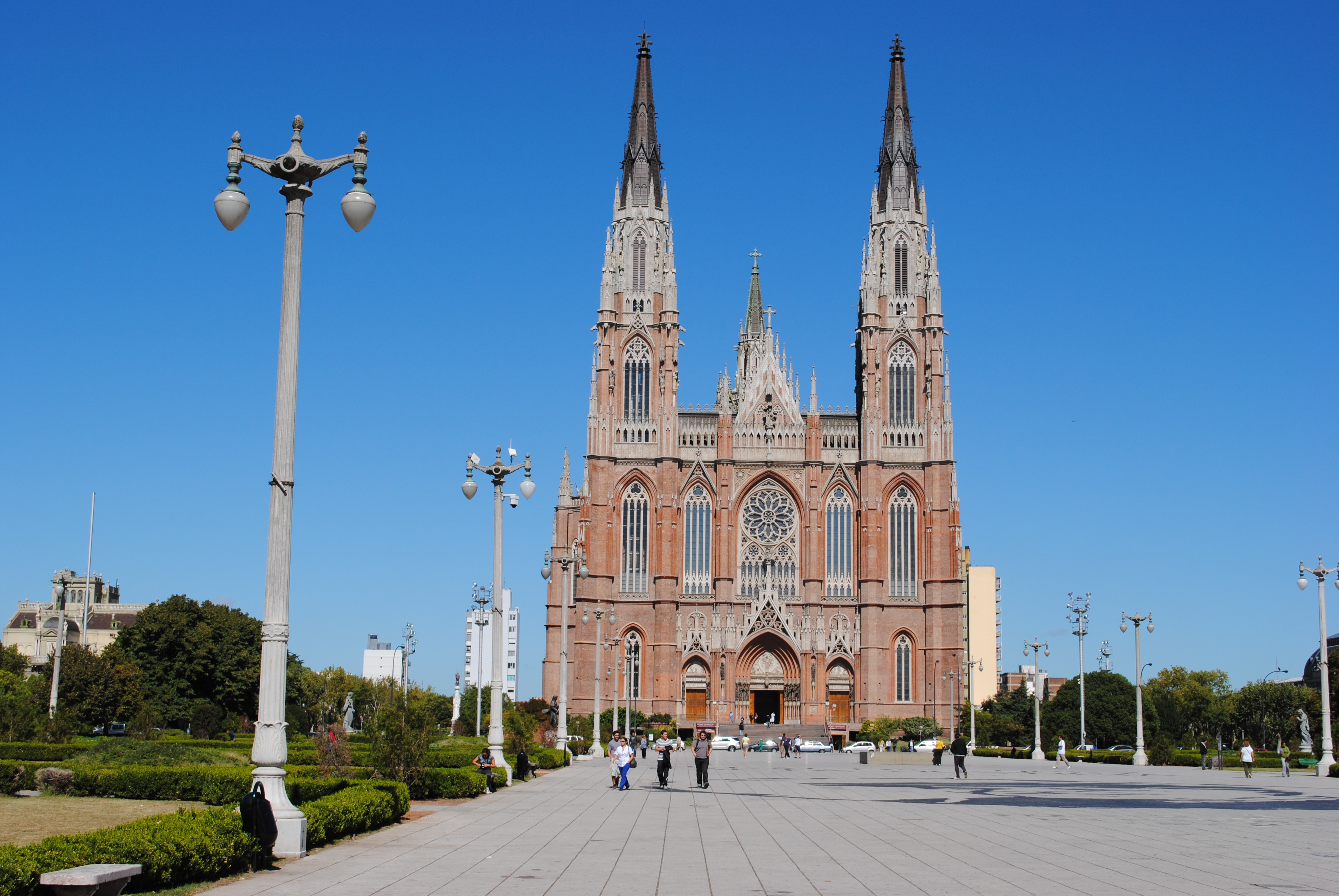
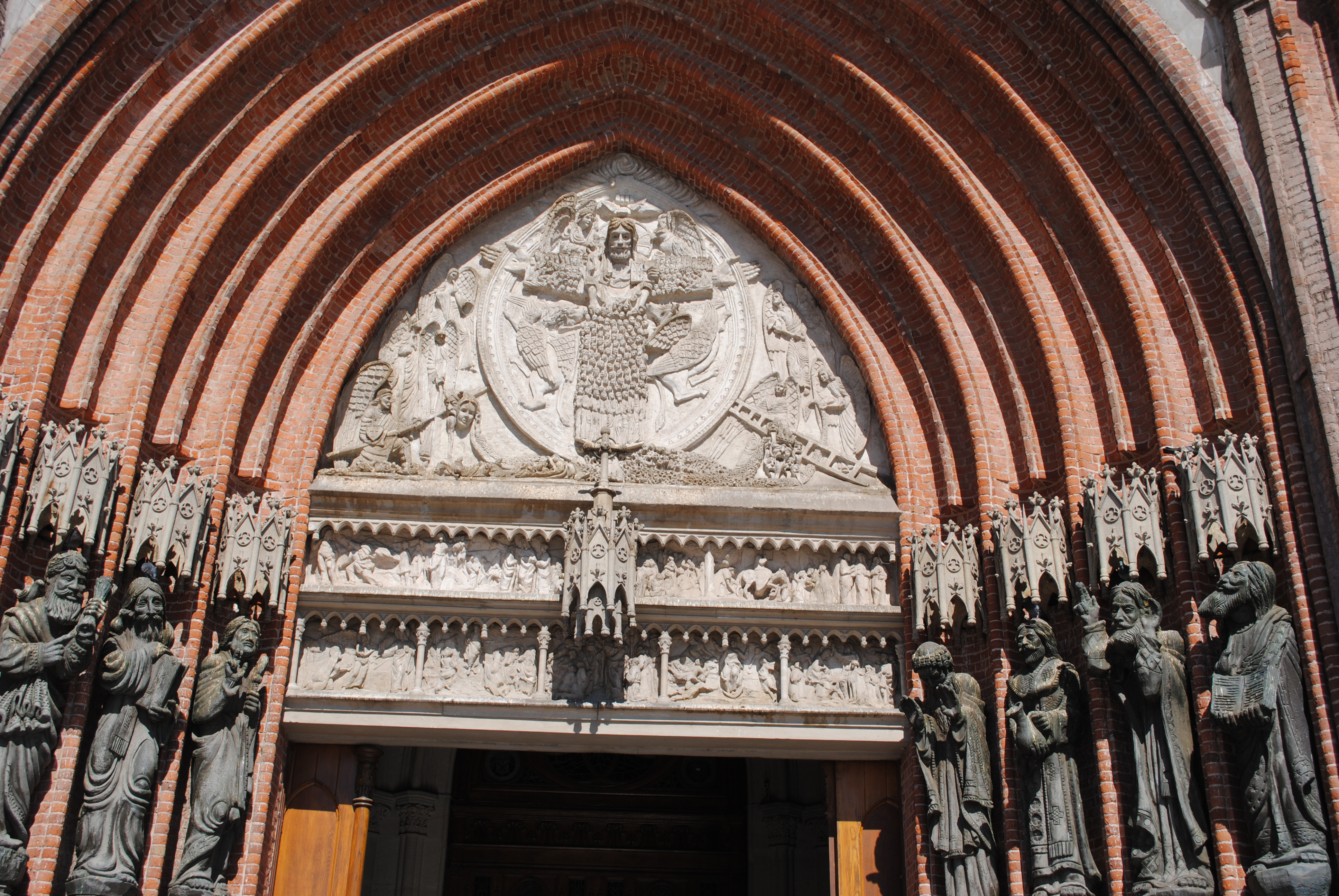
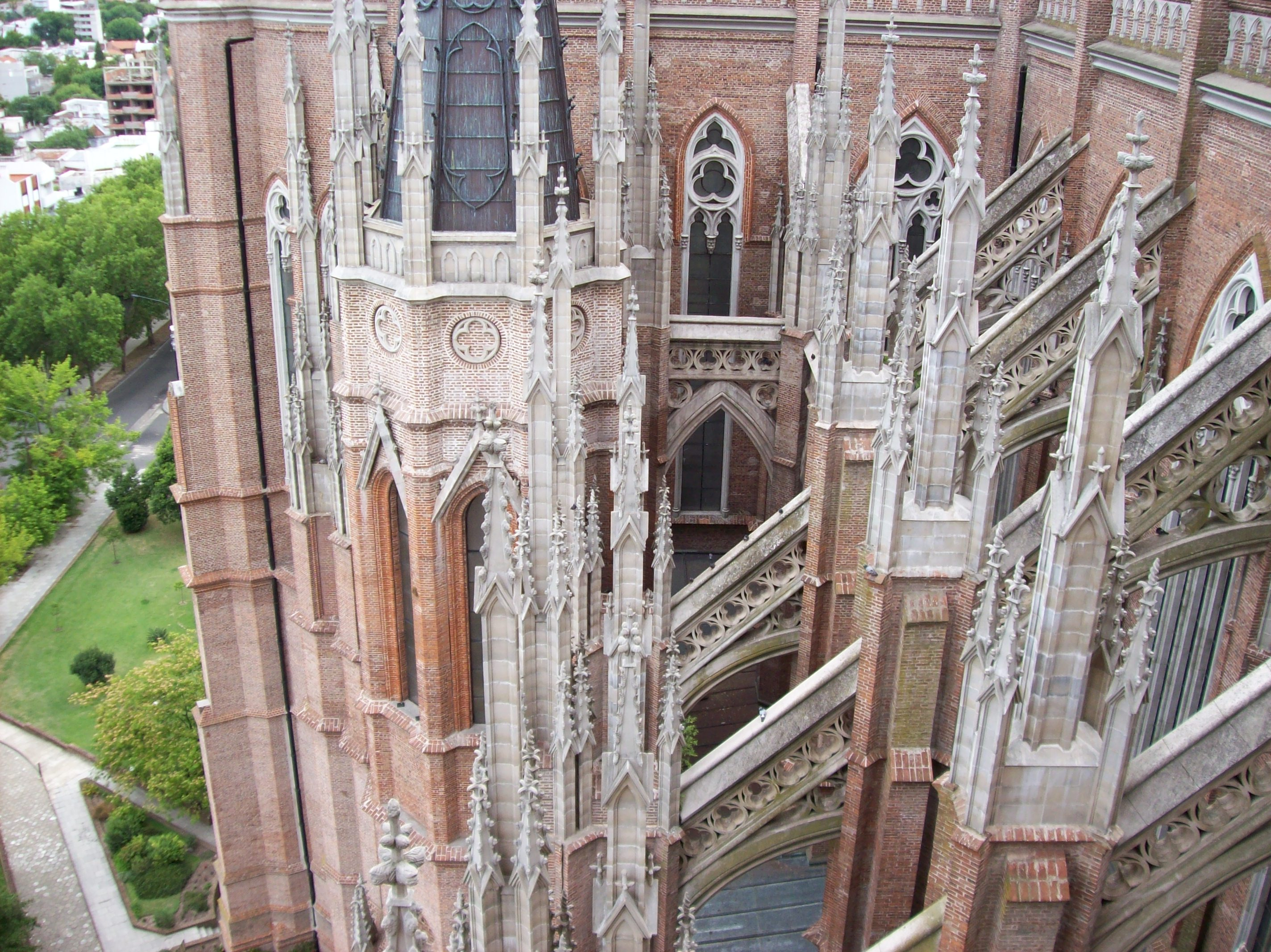
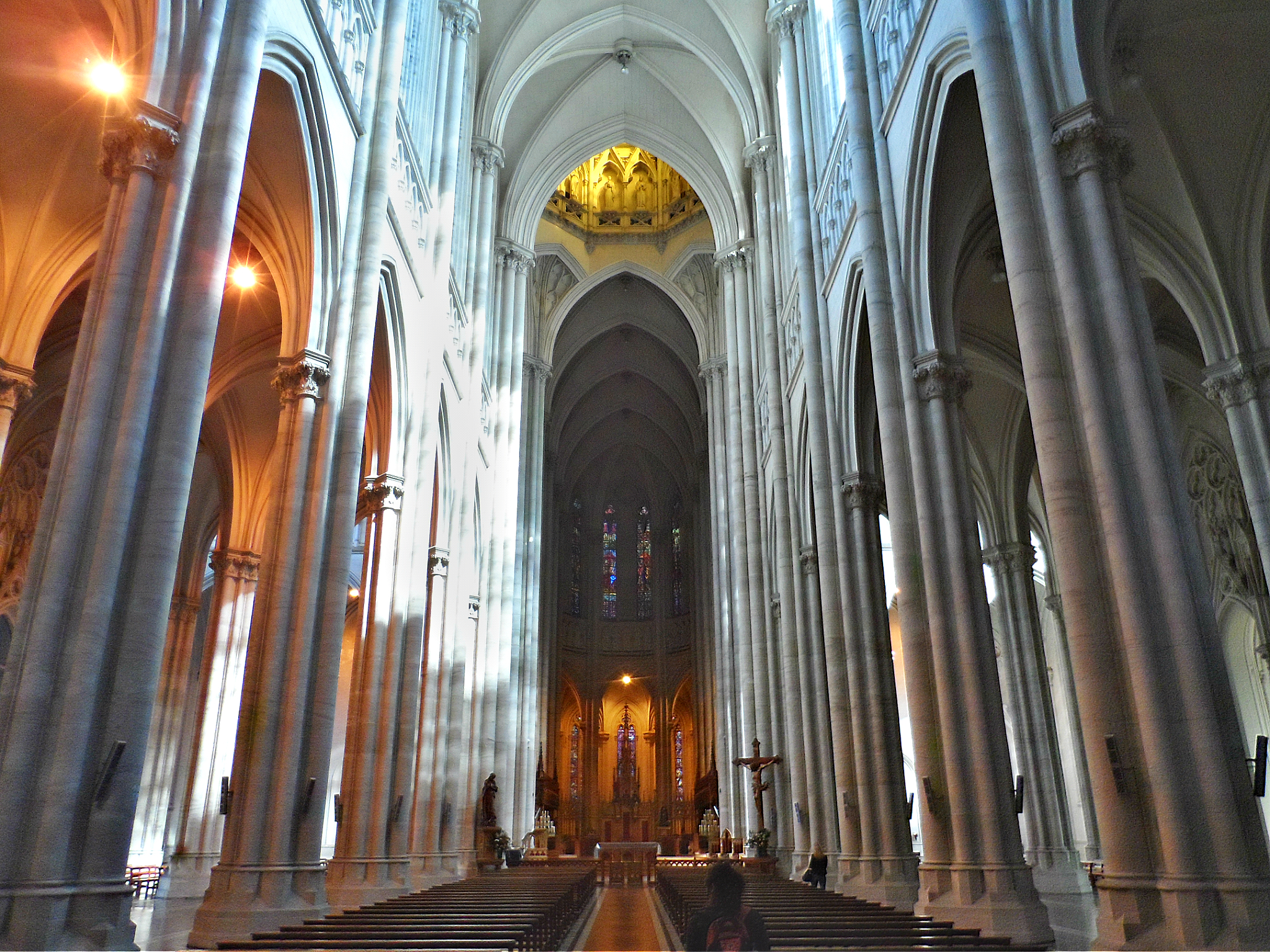
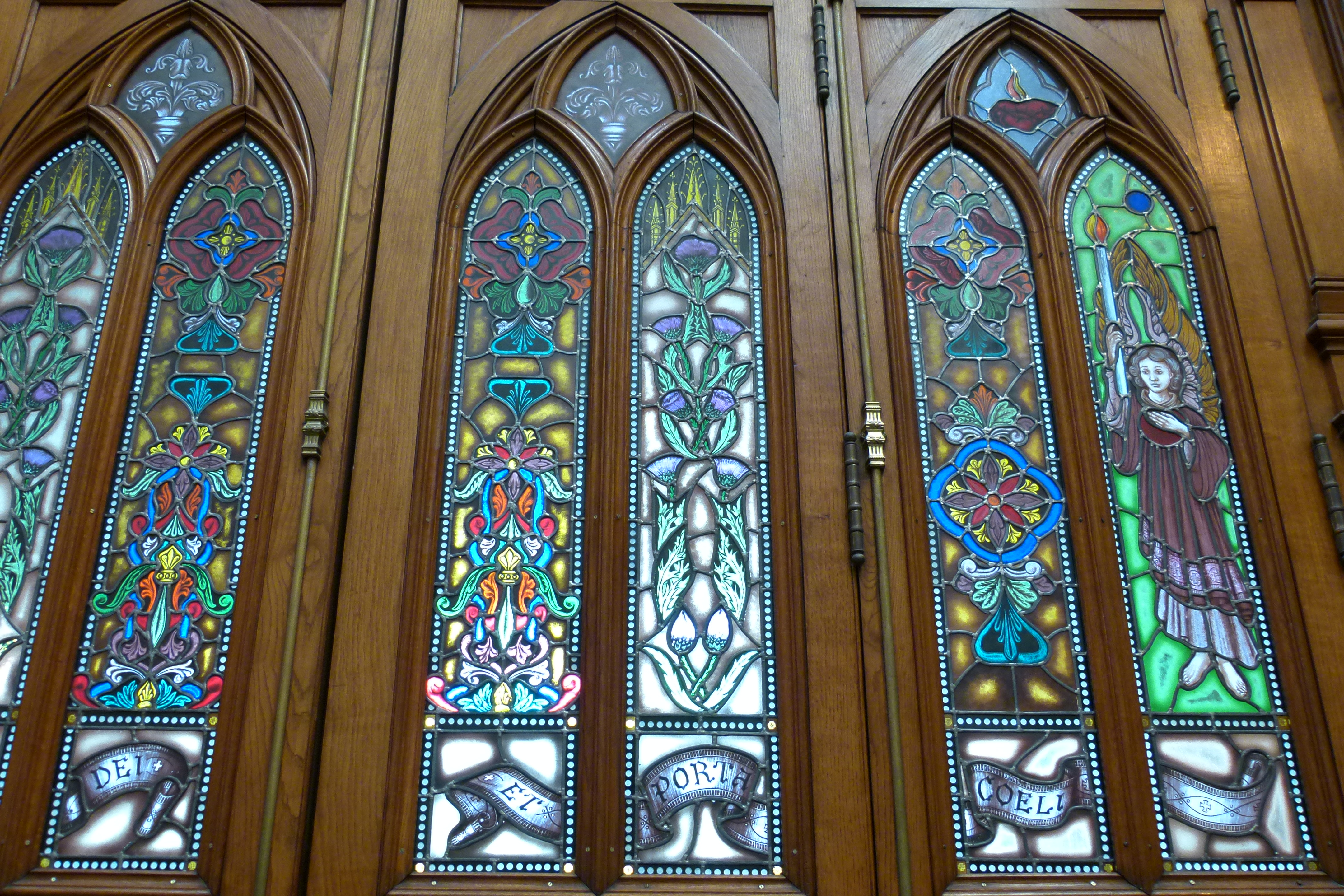

## Az épület
A templom La Plata központi terének, a Moreno térnek a délnyugati oldalán található, a 14. és 15. utcák, valamint az 51. és 53. utak között. A háromhajós, neogótikus téglaépület hossza 120, szélessége 76 méter, területe 7000 m², és ugyanennyi ember befogadására alkalmas. Tornyai összesen 113 méter magasak, ebből 63 méter téglából, 20 méter fehér kőből épült, a rézfedésű toronysisakok pedig további 30 métert tesznek ki. A homlokzatot 57 darab, 3 és 4 méter közötti magasságú, kőből készült, vallásos témájú műalkotás díszíti, központi alakja a templom névadója, a szeplőtelen fogantatás.
Harangjátéka 25 darab, összesen csaknem 20 tonna össztömegű harangból áll. Ezeket a harangokat Carlos Galán érsek áldotta meg, mielőtt elhelyezték volna az 51. út felőli, úgynevezett Mária-toronyba. A legnagyobb harang, amely nevét II. János Pál pápáról kapta, 172 cm magas és 3400 kg-os.